# ماسا (رستوران)
ماسا (انگلیسی: Masa) یک رستوران سوشی و آشپزی ژاپنی در طبقهٔ چهارم تایم وارنر سنتر در شماره ۱۰ میدان کلمبوس واقع در منهتن است که در سال ۲۰۰۴ بنیان‌گذاری شد.
سرآشپز این رستوران ماسا تاکایاما است. در کنار این رستوران «بار ماسا» قرار دارد که قیمت‌هایش ارزان‌تر و منوی آلاکارته (منوی قیمت جدا) دارد. در سال ۲۰۰۹ شعبه دوم «بار ماسا» در هتل و کازینوی آریا در لاس وگاس راه‌اندازی شد.
غذای رستوران ماسا فقط به‌صورت فقط اوماکاسه (بدون منو) ارائه می‌شود و با غذاهای منتخب سرآشپز به ازای هر نفر ۷۵۰ دلار هزینه دارد، بدون احتساب مالیات یا نوشیدنی کنار غذا، هرچند انعام نیز در این مبلغ گنجانده شده‌است. رستوران فقط ۲۶ صندلی دارد و باید از ۳ هفته قبل میز را رزرو کرد.